# Aleksander Danielak
Aleksander Danielak (ur. 17 marca 1919 w Złotonoszy, zm. 19 lipca 1972 w Warszawie) – pułkownik nawigator Wojska Polskiego.

## Życiorys
Urodził się w Złotonoszy na Ukrainie Naddnieprzańskiej. Jego ojciec był radzieckim komunistą, członkiem WKP(b), lecz w 1920 jego rodzina po odzyskaniu przez Polskę niepodległości przyjechała w jej nowe okrojone granice. Aleksander Danielak do szkoły uczęszczał w Łucku. Interesując się lotnictwem, ukończył kurs szybowcowy. W 1936 i 1937 starał się o przyjęcie do wojskowej szkoły pilotów, lecz nie został przyjęty z uwagi na działalność polityczną ojca. Powołany jednak został do służby wojskowej w 1 pułku lotniczym w Warszawie, gdzie udało mu się odbyć przeszkolenie jako strzelec pokładowy. W 1939 roku został przydzielony do 212 eskadry bombowej, latającej na nowoczesnych bombowcach PZL.37 Łoś, jako górny strzelec, w stopniu kaprala.
Podczas kampanii wrześniowej eskadra, przemianowana na 12 eskadrę bombową, weszła w skład Brygady Bombowej. 4 września 1939, podczas pierwszego lotu bojowego, po bombardowaniu kolumny motorowej w okolicy Wielunia, samolot Danielaka nr 72.16 został zestrzelony przez myśliwce. Danielak i dolny strzelec Konstanty Gołębiowski uratowali się na spadochronach, wcześniej zestrzeliwując (według relacji Gołębiowskiego) jeden myśliwiec Bf 109 (pozostali dwaj członkowie załogi, dowodzonej przez ppor. Kazimierza Dzika, zdołali z oparzeniami awaryjnie wylądować). Danielak następnie walczył w obronie Warszawy w Lotniczym Oddziale Szturmowym, gdzie został ranny w rękę. Po upadku Warszawy, udało mu się uniknąć niewoli, po czym przedostał się do rodziny, na tereny polskie pod okupacją radziecką.
W 1944 Danielak zgłosił się do formowanego w ZSRR lotnictwa ludowego Wojska Polskiego. Po przeszkoleniu na nawigatora, w stopniu starszego sierżanta, następnie chorążego, został przydzielony do 2 pułku nocnych bombowców „Kraków”. Latał tam jako strzelec-nawigator lekkiego samolotu bombowego Po-2, w załodze z pilotem por. Borysem Gawryłowem (Rosjaninem), następnie Jerzym Nieciengiewiczem. Wykonywał głównie misje na bombardowanie nocne pozycji niemieckich, uczestnicząc w działaniach na całym szlaku bojowym pułku, od 11 września 1944. W nocy z 13 na 14 września 1944, jako pierwsza załoga, zapoczątkował zrzuty zaopatrzenia i broni ze strony radzieckiej dla powstańców warszawskich. Podczas wojny wykonał 119 lotów bojowych, wojnę ukończył w stopniu porucznika nawigatora. Tuż po wojnie brał udział w walkach z oddziałami UPA w Bieszczadach, wykonując 11 lotów bojowych.
Po wojnie pozostał w polskim lotnictwie wojskowym. W 1950 ukończył akademię lotniczą w ZSRR. W kwietniu 1961 wszedł w skład komisji, której zadaniem było opracowanie projektu dowodzenia Wojskami Lotniczymi i Obrony Przeciwlotniczej Obszaru Kraju. Był jednym z najbardziej aktywnych kombatantów popularyzujących tradycje polskiego lotnictwa przez prelekcje, spotkania z młodzieżą i artykuły wspomnieniowe. Uzyskał stopień pułkownika nawigatora. Zmarł 19 lipca 1972 w Warszawie.

## Odznaczenia
- Krzyż Kawalerski Orderu Odrodzenia Polski
- Order Krzyża Grunwaldu III klasy
- Krzyż Walecznych
- Srebrny Medal „Zasłużonym na Polu Chwały”
- Brązowy Medal „Zasłużonym na Polu Chwały”
- Medal 10-lecia Polski Ludowej
- Srebrny Medal "Za zasługi dla obronności kraju"
- Brązowy Medal "Za zasługi dla obronności kraju"